# Molpadia dissimilis
Molpadia dissimilis is een zeekomkommer uit de familie Molpadiidae.
De wetenschappelijke naam van de soort werd in 1909 gepubliceerd door Hubert Lyman Clark.